# Matériel remorqué de la Renfe
Le matériel remorqué de la Renfe est constitué notamment des séries suivantes. 

## Voitures
La Renfe classe son matériel en séries identifiées par un numéro.

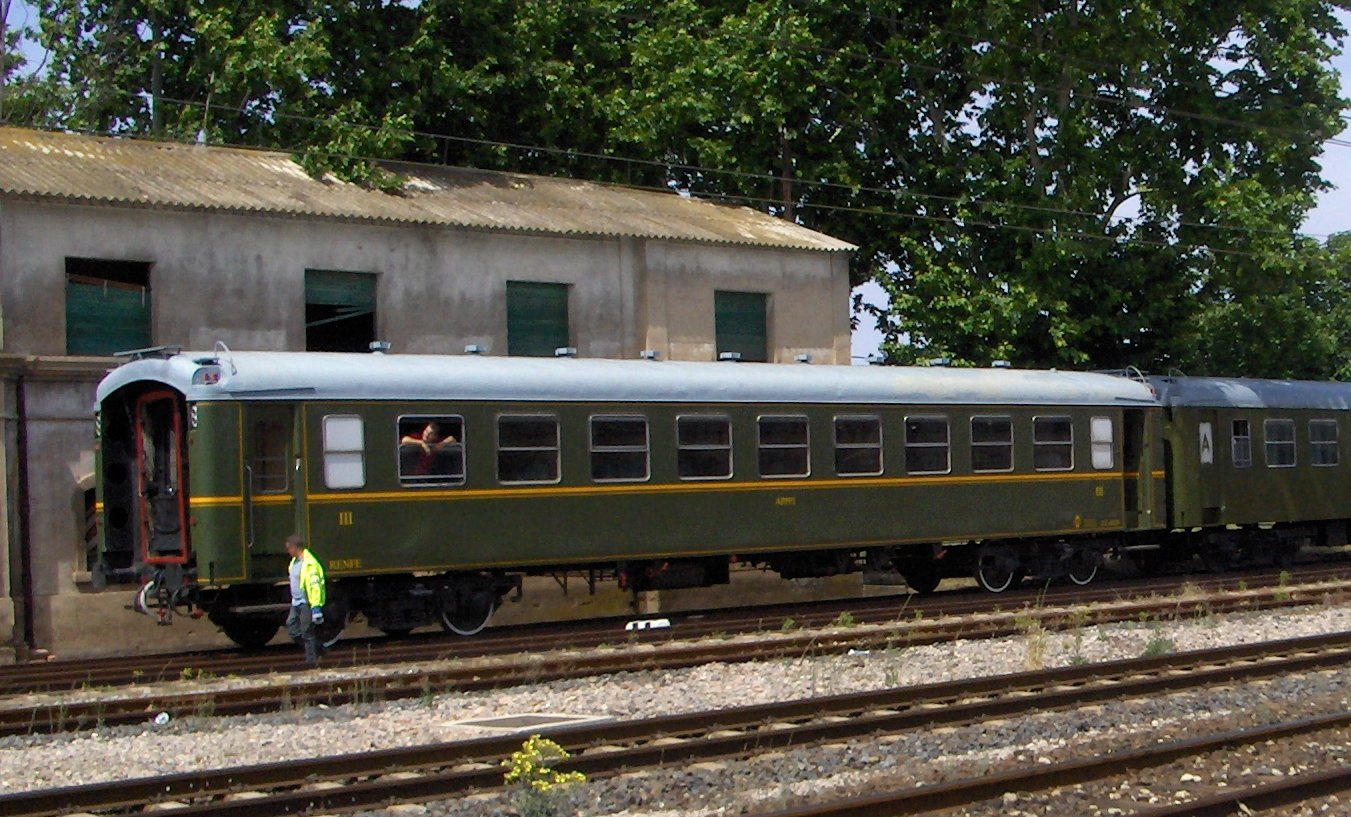
Une voiture à 9 compartiments de la série 6000.

- MZA Verderón
- Renfe série Costa
- Renfe série 1000
- Renfe série 2000 Arco
- Renfe série 3000
- Renfe série 5000
- Renfe série 6000
- Renfe série 7000
  - Renfe série 7100
- Renfe série 8000
- Renfe série 9000
  - Renfe série 9600
- Renfe série 10000
- Renfe série 12000
- Renfe série 16000
- Voitures-lits de la Renfe